# Маркиз де Армуния

Герб муниципалитета Армунья-де-Альмансора, провинция Альмерия, автономное сообщество Андалусия

Маркиз де Армуния — испанский дворянский титул. Он был создан 19 октября 1619 года королем Испании Филиппом III для Диего Фернандеса де Кордобы и Ласо де Кастилья, 6-го сеньора де Армуния и декана Севильского кафедрального собора.
Название маркизата происходит от названия муниципалитета Армунья-де-Альмансора, провинция Альмерия, автономное сообщество Андалусия.

## Маркизы де Армуния
|                                              | Титул                                                                   | Период                                       |
| Креация создана королем Испании Филиппом III | Креация создана королем Испании Филиппом III                            | Креация создана королем Испании Филиппом III |
| -------------------------------------------- | ----------------------------------------------------------------------- | -------------------------------------------- |
| 1-й                                          | Диего Фернандес де Кордоба и Ласо де Кастилья                           | 1624-                                        |
| 2-я                                          | Мария Франсиска Фернандес де Кордоба и Ласо де Кастилья                 |                                              |
| 3-й                                          | Франсиско Сентурион де Кордоба                                          |                                              |
| 4-я                                          | Леонор Сентурион Мендоса и Каррильо де Альборнос                        |                                              |
| 5-й                                          | Франсиско Сесильо Сентурион и Гусман                                    | -1685                                        |
| 6-я                                          | Франсиска де Паула Сентурион де Кордоба Мендоса и Каррильо де Альборнос | 1685-1722                                    |
| 7-й                                          | Хоакин Антонио Хименес де Палафокс и Сентурион де Кордоба               | 1722-1775                                    |
| 8-й                                          | Фаусто Франсиско де Палафокс Ребольедо и Перес де Гусман эль Буэно      | 1775-1799                                    |
| 9-й                                          | Висенте Мария де Палафокс Ребольедо Сильва и Сармьенто                  | 1799-1820                                    |
| 10-я                                         | Мария Елена де Палафокс и Сильва                                        | 1820-?                                       |
| 11-й                                         | Андрес Авелино де Артеага Ласкано и Палафокс                            | ?-1864                                       |
| 12-й                                         | Андрес Авелино де Артеага Ласкано и Сильва                              | 1864-1910                                    |
| 13-й                                         | Хоакин де Артеага-и-Эчагуэ                                              | 1910-1947                                    |
| 14-й                                         | Иньиго де Артеага и Фалгера                                             | 1951-1997                                    |
| 15-й                                         | Иньиго де Артеага и Мартин                                              | 1997-2002                                    |
| 16-й                                         | Иван де Артеага и дель Алькасар                                         | 2002 — настоящее время                       |

## История маркизов де Армуния
- Диего Фернандес де Кордоба и Ласо де Кастилья, 1-й маркиз де Армуния.

1. Супруга — Ана Мария Ласо де Кастилья. Ему наследовала его дочь:

- Мария Франсиска Фернандес де Кордоба и Ласо де Кастилья, 2-я маркиза де Армуния.

1. Супруг — Хуан Баутиста Сентурион, 2-й маркиз де Эстепа, 2-й маркиз де Лаула, 2-й маркиз де Монте-де-Вай, 2-й маркиз де Вивола. Ей наследовал их сын:

- Франсиско Сентурион де Кордоба († 1633), 3-й маркиз де Армуния.

1. Супруга — Сандра де Мендоса. Ему наследовала их дочь:

- Леонор Мария Сентурион де Мендоса и Каррильо де Альборнос, 4-я маркиза де Армуния.

1. Супруг — её дядя, Адам Сентурион де Кордоба, 3-й маркиз де Эстепа. Ей наследовал их сын:

- Франсиско Сесильо Сентурион и Гусман, 5-й маркиз де Армуния, 4-й маркиз де Эстепа, 4-й маркиз де Лаула.

1. Супруга — Луиса Портокарреро де толедо и Кордоба, 7-я маркиза де Ла-Гуардия. Ему наследовала их дочь:

- Франсиска Сентурион де Кордоба и Мендоса († 1722), 6-я маркиза де Армуния, 8-я маркиза де Ла-Гуардия.

1. Супруг — Сальвадор де Кастро и Португаль, сын Педро Антонио Фернандеса де Кастро и Португаля, графа де Кастро, 10-го графа де Лемос, 8-го графа де Вильяльба, 7-го графа де Андраде, 7-го маркиза де Саррия, герцога ди Таурисано.
2. Супруг — Хуан Мария Палафокс ребольедо Кардона и Суньига, 5-й маркиз де Ариса, 8-й маркиз де Гуадалест. Ей наследовал её сын от второго брака:

- Хоакин Феликс де Палафокс и Сентурион (1702—1775), 7-й маркиз де Армуния, 6-й маркиз де Ариса, 9-й маркиз де Гуадалест, 5-й граф де ла Монклова, 4-й граф де Санта-Эуфемия.

1. Супруга — Роса Перес де Гусман и Сильва, дочь Мануэла Алонсо Переса де Гусмана эль Буэно и Пиментеля, 12-го герцога де Медина-Сидония, 17-го графа Ньебла, 10-го маркиза де Касаса.
2. Супруга — Мари-Энн-Шарлотта де Крой, дочь 5-го герцога де Крой, 5-го герцога д’Авре. Ему наследовал его сын от первого брака:

- Фаусто Франсиско де Палафокс и Ребольедо (1731—1799), 8-й маркиз де Армуния, 7-й маркиз де Ариса, 9-й маркиз де Эстепа, 5-й граф де Санта-Эуфемия, маркиз де Ла-Гуардия, маркиз де Гуадалест, 6-й граф де ла Монклова.

1. Супруга — Мария Тереза де Сильва и Сармьенто, дочь Педро Арталя де Сильвы Базана, 8-го Маркиза де Санта-Крус-де-Мудела, 7-го маркиз де Вилласор, 7-го маркиза дель-Висо, 5-го маркиза де Байона, и Марии де Портасели Каэтаны Сармьенто де Суньиги, 5-й графини де Пье-де-Конча.
2. Супруга — Мария Хоакина Перес де Ромар Фернандес де Эредия и Сапата де Калатаюд, 4-я маркиза де Эгуарас, графиня де Сан-Клементе, 6-я графиня де Контамина, 6-я маркиза де Барболес. Ему наследовал его сын от первого брака:

- Висенте де Палафокс Сентурион Сильва и Сармьенто (1756—1820), 9-й маркиз де Армуния, 8-й маркиз де Ариса, 10-й маркиз де Эстепа, маркиз де Ла-Гуардия, маркиз де Гуадалест, 6-й граф де Санта-Эуфемия, 7-й граф де ла Монклова.

1. Супруга — Мария де ла Консепсьон Бельвис де Монкада, дочь Паскуаля Бенито Бельвиса де Монкады и Ибаньеса де Сеговии, 2-го маркиза де Бельгида, 13-го маркиза де Мондехар. Брак был бездетным.
2. Супруга — Мария Тереса де Сильва и Палафокс, дочь Педро де алькантара Фадрике Фернандеса де Ихара и Абарка де Болеа, 9-го герцога де Альяга, 9-го герцога де Ихара, 9-го герцога де Лесера, 5-го герцога де Бурнонвиль. Ему наследовала его дочь от второго брака:

- Мария Елена де Палафокс и Сильва (1803—1868), 10-я маркиза де Армуния, 9-я маркиза де Ариса, 11-я маркиза де Эстепа, маркиза де Ла-Гуардия, маркиза де Гуадалест, 7-я графиня де Сента-Эуфемия, 8-я графиня де ле Монклова.

1. Супруг — Хуан Агустин де Идиакес и Карывахаль, второй сын Франсиско де Борха де Идиакеса и Палафокса, 4-го герцога де Гранда-де-Эга. Брак был бездетным. Ей наследовал внук Фаусто Франсиско де Палафокса и Ребольедо, 8-го маркиза де Армуния:

- Андрес Авелино де Артеага Ласкано и Палафокс (1780—1864), 11-й маркиз де Армуния, 10-й маркиз де Ариса, 12-й маркиз де Эстепа, 5-й маркиз де Вальмедиано, 2-й граф де Коррес, 8-й граф де Санта-Эуфемия, 9-й граф де ла Монклова.

1. Супруга — Хуакина де Карвахаль и Манрике де Лара, дочь Мариано Хосе де Карвахаля-Варгаса и Бруна, 5-го графа де Кастильехо, 8-го графа дель-Пуэрто. Ему наследовал его внук:

- Андрес Авелино де Артеага Ласкано и Сильва (12 июля 1833 — 15 июня 1910), 12-й маркиз де Армуния, 16-й  герцог дель Инфантадо, 11-й маркиз де Ариса, 17-й маркиз де Сантильяна, 14-й маркиз де Ла-Гуардия, 6-й маркиз де Вальмедиано, 13-й маркиз де Эстепа, 16-й маркиз де Аргесо, 14-й маркиз де Сеа, 19-й граф де Сальданья, 16-й граф дель Реал-де-Мансанарес, граф де Коррес, 10-й граф де Санта-Эуфемия, 10-й граф де ла Монклова.

1. Супруга — Мария де Белен Эчагуэ и Мендес де Виго, дочь Рафаэля Эчагуэ и Бермингэма, 1-го графа дель-Серральо. Ему наследовал его сын:

- Хоакин Игнасио де Артеага и Эчагуэ Сильва и Мендес де Виго (5 августа 1870 — 4 января 1947), 13-й маркиз де Армуния, 17-й герцог дель Инфантадо, 12-й маркиз де Ариса, 14-й маркиз де Эстепаa, 18-й маркиз де Сантильяна, 10-й маркиз де Лаула, 9-й маркиз де Монте-де-Вай, 12-й маркиз де Вивола, 16-й маркиз де Сеа, 8-й маркиз де Вальмедиано, 11-й маркиз де ла Элиседа, 5-й граф де Коррес, 11-й граф де ла Монклова, 10-й граф де Санта-Эуфемия, 18-й граф дель Реал-де-Мансанарес, 20-й граф де Сальданья, 15-й граф дель-Сид, 23-й сеньор де ла Каса-де-Ласкано.

1. Супруга — Исабель Фалгуэра и Морено, 3-я графиня де Сантьяго. Ему наследовал их сын:

- Иньиго де Лойола де Артеага и Фалгуэра (14 ноября 1905 — 19 марта 1997), 14-й маркиз де Армуния, 14-й герцог де Франкавилья, 18-й герцог дель Инфантадо, 13-й маркиз де Ариса, 15-й маркиз де Эстепа, 19-й маркиз де Сантильяна, 17-й маркиз де Сеа, 10-й маркиз де Монте-де-Вай, 9-й маркиз де Вальмедиано, 13-й маркиз де Вивола, 19-й граф дель Реал-де-Мансанарес, 11-й граф де Санта-Эуфемия, 12-й граф де ла Монклова, 5-й граф дель-Серральо, 6-й граф де Коррес, 21-й граф де Сальданья, 17-й граф дель-Сид, 4-й граф де Сантьяго.

1. Супруга — Ана Роса Мартин и Сантьяго-Конча.
2. Супруга — Мария Кристина де Саламанка и Каро, 6-я графиня де Сальсивар. Второй брак был бездетным. Ему наследовал его сын от первого брака:

- Иньиго де Артеага и Мартин (8 октября 1941 — 10 июня 2018), 15-й маркиз де Армуния, 19-й герцог дель Инфандато, 20-й маркиз де Сантильяна, 14-й маркиз де Ариса, 18-й маркиз де Сеа, 10-й маркиз де Вальмедиано, 22-й граф дель Сальданья, 20-й граф дель Реал-де-Мансанарес, 13-й граф де ла Моклова, 7-й граф де Коррес, 5-й граф де Сантьяго, сеньор де ла Каса-де-Ласкано.

1. Супруга — Альмудена дель Алькасар и Армада, дочь Хуана Баутисты дель Алькасара и де ла Виктории, 7-го графа де лос Асеведос, и Рафаэлы Армады и Ульоа, дочери 7-го графа де Ревилья-Хихедо.
2. Супруга — Кармен Кастело Bereguiain. Ему наследовал его младший сын от первого брака:

- Иван де Артеага и дель-Алькасар (род. 2 октября 1970), 16-й маркиз де Армуния.